# 坂野栄信
坂野 栄信（さかの えいしん、1991年5月16日-）は、元広島ホームテレビアナウンサー。元劇団EXILEの研究生。元競泳選手。元サイバーエージェント所属の営業コンサルタント。熊本県熊本市生まれ、熊本市育ち。身長180cm。体重65kg。血液型A型。

## 来歴
- 2007年3月 - 熊本市立出水中学校卒業。
- 2010年3月 - 九州学院高等学校卒業。
- 2014年3月 - 筑波大学卒業。
- 2014年3月 - ミスター・ジャパンに熊本代表として出場し、ファイナリストとなる。
- 2014年4月 - 劇団EXILEオーディションに合格し、劇団EXILEの研究生となる。
- 2014年10月 - 舞台『それ行け小劇場!!』に出演。
- 2015年10月 - 広島ホームテレビにアナウンサーとして入社。
- 2018年5月 - 広島ホームテレビ退社。
- 2018年6月 - サイバーエージェント入社、営業コンサルタント。
- 2018年7月21日、発起人・さいねい龍二[1]による銀座TAUでの「平成30年7月広島県豪雨災害義援金」[2]の街頭募金の呼びかけに、広島に縁がある芸能人・タレントと共に参加[3]。

## 人物
3歳から水泳を始め、小学4年生から大学4年まで毎年全国大会に出場。九州学院高校時代は全国2位の実績があり特待クラスに在籍していた。

専門は平泳ぎで、全国JOC2位、国体3位、日本ランク9位、熊本県の50m平泳ぎ・100m平泳ぎ・メドレーリレーの記録保持者という記録をもつ他、自由形、バタフライなどの戦歴もある。
北島康介と同じレースで戦ったこともある。
水泳の他は、野球、サッカーなどが得意である。
筑波大学在学中に教員免許を取得している。

## 主な出演
劇団EXILE時代

### テレビ番組
- 週刊EXILE（2014年、TBS）

### 舞台
- 劇団EXILE公演「それ行け小劇場!!」（2014年10月8日 - 16日、赤坂RED/THEATER）

### 雑誌
- SENCE（2014年5月号）
- 月刊EXILE（2014年12月号）
- athlete-live（2018年8月）
- andGIRL（2018年9月号）

広島ホームテレビ時代
- キニナルてれび〜調査隊大賞発表&カープ応援中継勝ちグセ。オープン戦SP（2016年3月5日、広島ホームテレビ）
- HOME NEWS（2016年3月10日 - 、広島ホームテレビ）
- HOME Jステーション（2016年4月1日 - 、広島ホームテレビ）
- 栄信のセケン学（2017年 - 2018年、毎週木曜　HOME Jステーション内）
- ANNニュース（2016年4月6日 - 、テレビ朝日系列）
- スーパーJチャンネル（2016年4月6日 - 、テレビ朝日）
- グッド!モーニング（2016年4月11日 - 、テレビ朝日）
- 羽鳥慎一モーニングショー（2016年4月15日 - 、テレビ朝日）
- ワイド!スクランブル（2016年4月15日 - 、テレビ朝日）
- 報道特別番組　熊本県で震度7（2016年4月15日 - 、テレビ朝日）
- ANN報道特別番組　熊本地震（2016年4月16日 - 、テレビ朝日）
- 報道ステーション（2016年4月15日 - 、テレビ朝日）
- 報道ステーションSUNDAY（2016年4月17日 - 、テレビ朝日）
- ツレタビ（よってこ広島三次編） （2017年2月25日、広島ホームテレビ） ナビゲーター
- 全国高校野球選手権大会中継 - 広陵高等学校アルプスリポート（2017年8月、朝日放送）
- 特別番組「金メダリスト金藤理恵と巡る秋旅 SHOW原イチバン」、(2017年9月30日、広島ホームテレビ)
- せとチャレ!STU48（2017年10月8日 - 2018年6月9日）ナレーション
- ツレタビ第二弾（広島三次編）、ナビゲーター（2018年3月10日、広島ホームテレビ）
- 超てれ
- みみよりライブ 5up!（2018年4月9日 - 5月、広島ホームテレビ） ニュースキャスター

サイバーエージェント時代
- 今夜一杯どうですか？（2018年8日24日、TBS）
- おはようロバート（2018年11月24日、abemaTV）